# Хернальс
Хернальс (нем. Hernals) — семнадцатый район Вены. Сформирован в 1892 году из посёлков Хернальс, Дорнбах (Dornbach) и Нойвальдегг (Neuwaldegg).
Площадь района составляет 11,4 км², население — 56 488 человек (1 января 2021), плотность населения — 5006 чел./км².
Хернальс расположен на западе Вены между Гюртелем и Венским Лесом.  Он граничит с районами Дёблинг и Веринг на севере, Альзергрунд на востоке, Оттакринг на юге и Пенцинг на западе.
Хернальс является одним из самых «зелёных» районов Вены: почти 60% территории покрыто зеленью.

## Население
| Год  | Численность |
| ---- | ----------- |
| 2005 | 51316       |
| 2006 | 52480       |
| 2007 | 52626       |
| 2008 | 52414       |

| Год  | Численность |
| ---- | ----------- |
| 2009 | 52253       |
| 2010 | 52328       |
| 2011 | 52293       |
| 2012 | 52647       |

| Год  | Численность |
| ---- | ----------- |
| 2013 | 53489       |
| 2014 | 54422       |
| 2015 | 55628       |
| 2016 | 56329       |

| Год  | Численность |
| ---- | ----------- |
| 2017 | 57180       |
| 2018 | 57546       |
| 2019 | 57292       |
| 2020 | 57027       |

## Достопримечательности
- Церковь на Кальвариенберге[нем.] — католический приходский храм в стиле барокко
- Церковь редемптористов — неоготическая католическая церковь при монастыре редемптористов
- Нойвальдэггский дворец в барочном стиле расположен недалеко от Венского Леса
- Йёргербад[нем.] — старейший крытый бассейн Вены в здании 1914 года